# Мужчина в нашем доме
«Мужчина в нашем доме» (араб. في بيتنا رجل‎) — фильм снятый в 1961 году. Экранизация одноимённого романа Ихсана Абд аль-Куддуса.

## Сюжет
Фильм рассказывает о борьбе с Британским владычеством в Египте.
В Каире Ибрахим (Омар Шариф) убивает премьер-министра Египта. После избиений на допросах его помещают в больницу, откуда ему удаётся бежать.
Ибрахим приходит в дом своего университетского товарища Мухьи, который никогда не занимался политикой. После некоторых колебаний отец Мухьи разрешает Ибрахиму остаться в доме, несмотря на то, что за него обещана большая денежная награда и 3 года тюремного заключения сообщникам.
Сестра Мухьи, Наваль, помогает Ибрахиму и влюбляется в него.
Дальний родственник семьи, Абдельхамид, узнаёт об Ибрахиме и строит планы сообщить о нём полиции, когда тот покинет дом. Но пребывание Ибрахима затягивается, и Абдельхамид решает воспользоваться этим и посвататься ко второй сестре Мухьи, Самие, к которой он был неравнодушен, но сама Самия и семья были против жениха. Чтобы избежать этого брака, Ибрахим покидает убежище ночью.
Чтобы отомстить родственникам, Абдельхамид приходит в полицию, но последовавшая за ним Самия вызвала в нём угрызения совести и он отказался от своих планов.
Полиция начинает следить за Абдельхамидом, после чего начинает подозревать семью Мухьи. Мухьи и Абдельхамида арестовывают и жестоко допрашивать.
Ибрахим попадает в Александрию, откуда на пароходе он может бежать во Францию. Но он решает остаться в Египте.
Ибрахим узнаёт об аресте Мухьи и Абдельхамида от друзей. Он участвует в диверсии на воинских складах и ценой своей жизни взрывает их.
Мухьи и Абдельхамида отпускают из тюрьмы.